# Борзилов, Семён Васильевич
Семён Васи́льевич Борзи́лов (18 августа 1893 года, станица Старонижестеблиевская, Темрюкский отдел, Кубанская область, Российская империя (ныне — Красноармейский район, Краснодарский край, Россия) — 28 сентября 1941 года, около города Армянск, Крым) — советский военачальник, генерал-майор танковых войск (04.06.1940).

## Биография
Родился в 1893 году в станице Старонижестеблиевской Таманского отдела Кубанской области.
Призван в Русскую императорскую армию 22 сентября 1914 года. В Первую мировую войну С. В. Борзилов воевал на Западном фронте в составе 45-го тяжёлого артиллерийского дивизиона. Участвовал в боях под Варшавой и Ригой, за боевые отличия был произведён в младшие унтер-офицеры.
В августе 1917 года эвакуирован в Петроград, где находился на лечении в госпитале, затем вернулся на родину.
В РККА с 1919 года. Участник Гражданской войны в России. С октября 1917 года — командир сотни 1-го Таманского кавалерийского полка, с июня 1919 года —красноармеец 6-го Кубанского кавалерийского полка, с февраля 1920 года — командир сотни, с декабря 1920 года — помощник командира 96-го кавалерийского полка 16-й кавалерийской дивизии.
С мая 1921 года — начальник оперативно-наружной части милиции города Славянска, в резерве штаба 16-й кавалерийской дивизии (с июля 1921), с августа 1921 года — командир эскадрона 91-го кавалерийского полка 16-й кавалерийской дивизии, с декабря 1921 года — командир сотни 7-го кавалерийского полка 2-й кавалерийской дивизии, с июля 1925 года — командир эскадрона 9-го кавалерийского полка.
Член ВКП(б) с 1925 года. В 1926 году окончил кавалерийские КУКС. С октября 1928 года — начальник полковой школы 92-го кавалерийского полка, с декабря 1929 года — командир эскадрона. В 1930 году окончил курсы «Выстрел». С марта 1931 года — помощник командира кавалерийского дивизиона Объединённой военной школы имени ВЦИК. С января 1938 года — командир и военком мехдивизиона 1-й отдельной кавалерийской бригады, командир 30-го механизированного полка, инспектор автобронетанковых войск 5-го кавалерийского корпуса, и.д. командира 6-й танковой бригады. 16 августа 1938 года присвоено звание комбриг. Окончил вечернюю Военную академию РККА.
В период советско-финской войны с декабря 1939 года — командир 20-й тяжёлой танковой бригады.
К началу Великой Отечественной войны один из наиболее опытных и прославленных танковых командиров Красной армии. В дальнейшем — командир 7-й танковой дивизии 6-го механизированного корпуса. 4 июня 1940 года присвоено звание генерал-майор танковых войск. С августа 1941 года — начальник автобронетанковых войск 51-й армии.
Убит осколком в бою в районе обороны города Армянска под Перекопом 28 сентября 1941 года.
В один из острых моментов на передовой появился генерал-майор танковых войск Семен Васильевич Борзилов, командовавший здесь эскадроном в гражданскую. Увидев замешательство солдат, он подбодрил их и сказал спокойно: — Слушать приказ. Все — за мной! Вперед! И в полный рост стремительно зашагал в сторону Перекопского вала. Линию обороны удалось восстановить. Во время атаки командующий бронетанковыми войсками 51-й Армии коммунист С. В. Борзилов получил тяжелое ранение и вскоре скончался. В этом бою танковый полк вновь отбил у врага село КУЛА (ныне с. Волошино), не выпустив из него ни одного фашиста.
Был похоронен близ могилы Коммунаров в Комсомольском сквере в Симферополе. Перезахоронен в 1971—1975 годах на Воинском кладбище в Симферополе.

## Награды
- три ордена Красного Знамени (31.05.1922, 31.05.1922[1][2], 15.01.1940);
- орден Отечественной войны 1-й степени (6.05.1965, посмертно)[3];
- медаль «XX лет Рабоче-Крестьянской Красной Армии» (22.02.1938).

## Память

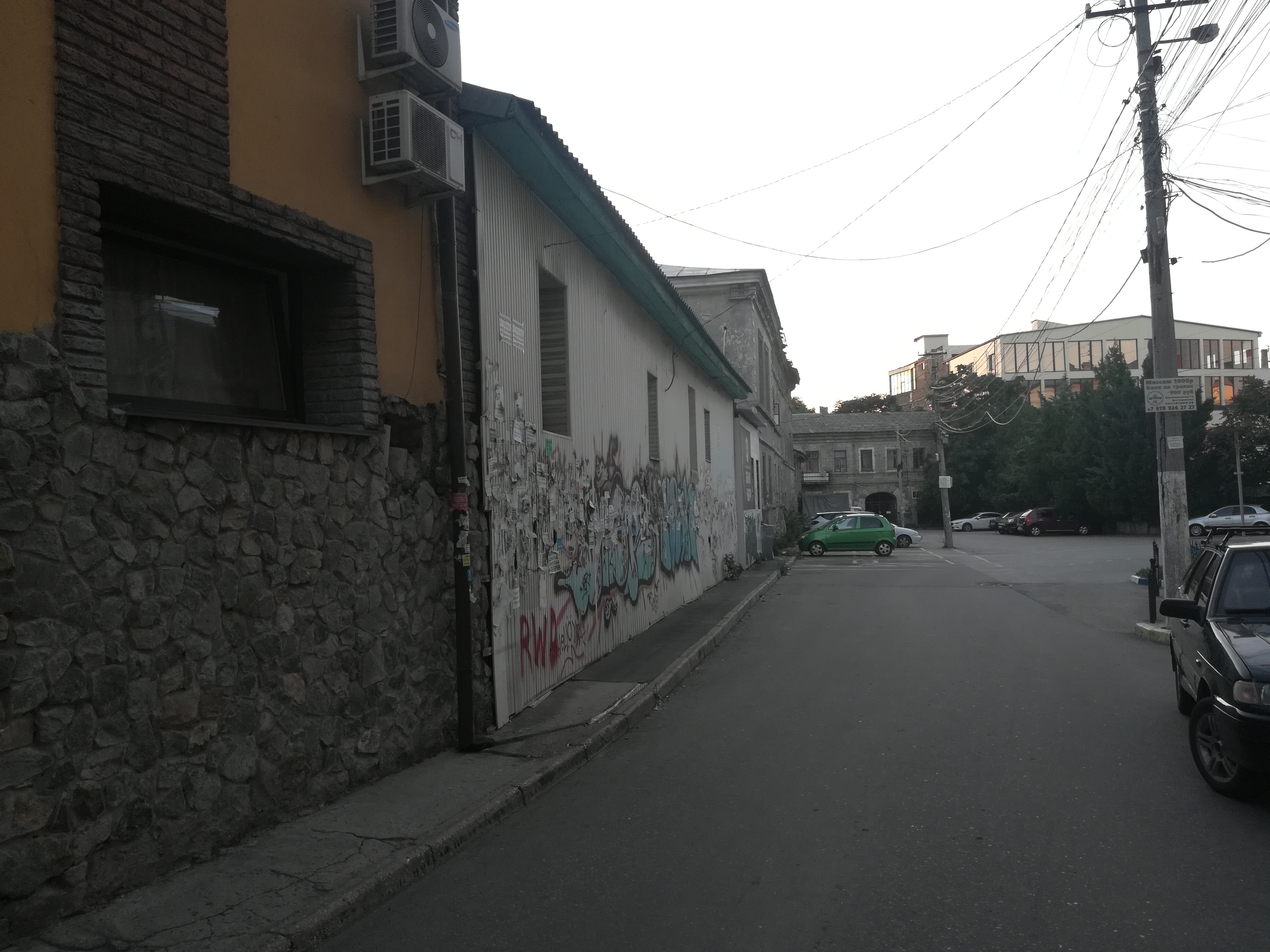
Улица Борзилова

- Именем С. В. Борзилова названа улица в Симферополе.